# .pl
pl. هو امتداد خاص بالعناوين الإلكترونية (نطاق) domain للمواقع التي تنتمي إلى بولندا، وتتولاه منظمة ناسك NASK أو منظمة البحث والتطوير البولندية. وهي إحدى الأعضاء المؤسسين لمركز المجلس الوطني الأعلى مستوى سجلات المجال الأوروبي CENTR.